# 楠木正行
楠木正行（？—1348年2月4日）是日本南北朝時代的武將。楠木正成之嫡男。相對於尊稱為「大楠公」的正成，被稱為「小楠公」。繼承父之意志，和足利尊氏作戰。

## 生涯
河內國出身。幼名多聞丸。生年不詳。《太平記》中与父亲楠木正成的「櫻井之別」之時是11歲，所以推測嘉曆元年（1326年），但是多數史家抱持疑問。有其他諸說，但是都無確証。
延元元年/建武3年（1336年），湊川之戰後，繼承亡父的遺志，成為楠木家的棟梁，作為南朝方和足利方作戰。在攝津國天王寺・住吉濱擊破足利幕府的山名時氏・細川顯氏連合軍。

### 四條畷之戰
正平3年/貞和4年（1348年），在河內國北條（現在的大阪府四條畷市）的四條畷之戰（四條繩手）和足利側的高師直・師泰兄弟作戰敗北，和弟正時共同切腹自盡。
赴戰之際，刻在吉野如意輪寺門扉的辭世之句相當有名。
かへらじと　かねて思へば梓弓　なき数にいる　名をぞとどむる

### 之後
明治維新，作為尊王思想的模範，明治9年（1876年），追贈從三位。明治23年（1890年），經過地元有志的請願，在殉節地創建以正行為主祭神的別格官幣社四條畷神社。明治30年（1897年），追贈從二位。

### 墓所
- 京都市右京區的善入山寶筐院有墓（首塚）。
- 大阪府東大阪市六萬寺町的往生院六萬寺有墓，葬胴體。
- 大阪府四條畷市雁屋南町有墓，植有巨大楠木。
- 京都府宇治市六地藏柿之木町的正行寺（首塚）
- 大阪府東大阪市山手町有首塚。
- 鹿兒島縣薩摩川內市上甑町付近有甑島墓所。

## 關連項目
- 千早神社
- 如意輪寺